# Funció de Rosenbrock

Representació de la funció de Rosenbrock de dues variables

En optimització matemàtica, la funció de Rosenbrock és una funció no convexa que s'utilitza com a prova de rendiment per algorismes d'optimització. Fou introduïda per Howard H. Rosenbrock el 1960. També es coneix com a vall de Rosenbrock o funció banana de Rosenbrock.
El mínim global es troba en una vall llarga, estreta, plana i parabòlica. La cerca de la vall és trivial; la convergència cap al mínim global, però, és difícil.
La funció es defineix per:

{\displaystyle f(x,y)=(a-x)^{2}+b(y-x^{2})^{2}}

Té un mínim global en {\displaystyle (x,y)=(a,a^{2})}, on {\displaystyle f(x,y)=0}. Normalment {\displaystyle a=1} i {\displaystyle b=100}.